# Mariene provincie Lord Howe-eiland en Norfolk
De Mariene provincie Lord Howe-eiland en Norfolk (36) (Engels: Lord Howe and Norfolk Islands marine province) is een biogeografische provincie en ligt in het zuidwesten van de Grote Oceaan in het Marien rijk Centrale Indo-Pacific. De mariene provincie is vastgesteld door het World Wide Fund for Nature en The Nature Conservancy en is vernoemd naar Lord Howe-eiland en Norfolk.
In het noorden grenst het gebied aan de mariene provincie Tropische Zuidwestelijke Stille Oceaan (35), in het zuidoosten aan de mariene provincie Noordelijk Nieuw-Zeeland (53) en in het westen aan de mariene provincie Oost-Centraal Australisch Plat (55).

## Geografie
De mariene provincie ligt rond het Lord Howe-eiland en Norfolk tussen Australië en Nieuw-Zeeland.

## Biogeografie
Het gebied kent zeeleven dat houdt van tropische temperaturen.

## Mariene ecoregio's
De mariene provincie bestaat uit slechts één mariene ecoregio:
- Mariene ecoregio Lord Howe-eiland en Norfolk (151)